# Купоне (Кротоне)
Купоне је насеље у Италији у округу Кротоне, региону Калабрија.
Према процени из 2011. у насељу је живело 482 становника. Насеље се налази на надморској висини од 73 м.